# Etmopterus bullisi
Etmopterus bullisi es una especie de pez de la familia Dalatiidae en el orden de los Squaliformes.

## Reproducción
Es ovovivíparo.

## Hábitat
Es un pez de mar y de aguas profundas que vive hasta 850 m de profundidad.

## Distribución geográfica
Se encuentra desde Carolina del Norte hasta Florida (Estados Unidos) y Honduras.